# 赤塚パーキングエリア
赤塚パーキングエリア（あかつかパーキングエリア）は、愛知県豊川市にある東名高速道路のパーキングエリアである。
上り線と下り線で収容台数など規模が大きく異なるが、これは音羽蒲郡ICを挟んだ美合パーキングエリアと機能を補完しあっているためである。

## 道路
- E1 東名高速道路

## 施設

### 上り線（東京方面）
- 駐車場
  - 大型 76台
  - 小型 75台
- トイレ
  - 男性 大4（和式1・洋式3）・小４
  - 女性 10（和式2・洋式8）
  - 子供用トイレ 大1（洋式1）・小2
  - 車椅子用 1
- スナック（7:00 - 22:00）
  - 牛丼「吉野家」（24時間）
- ショッピング（7:00 - 22:00）
- コンビニエンスストア「ローソン」（24時間）
  - ローソンATM（三井住友銀行管理）
- ハイウェイ情報ターミナル
- 自動販売機

### 下り線（名古屋方面）

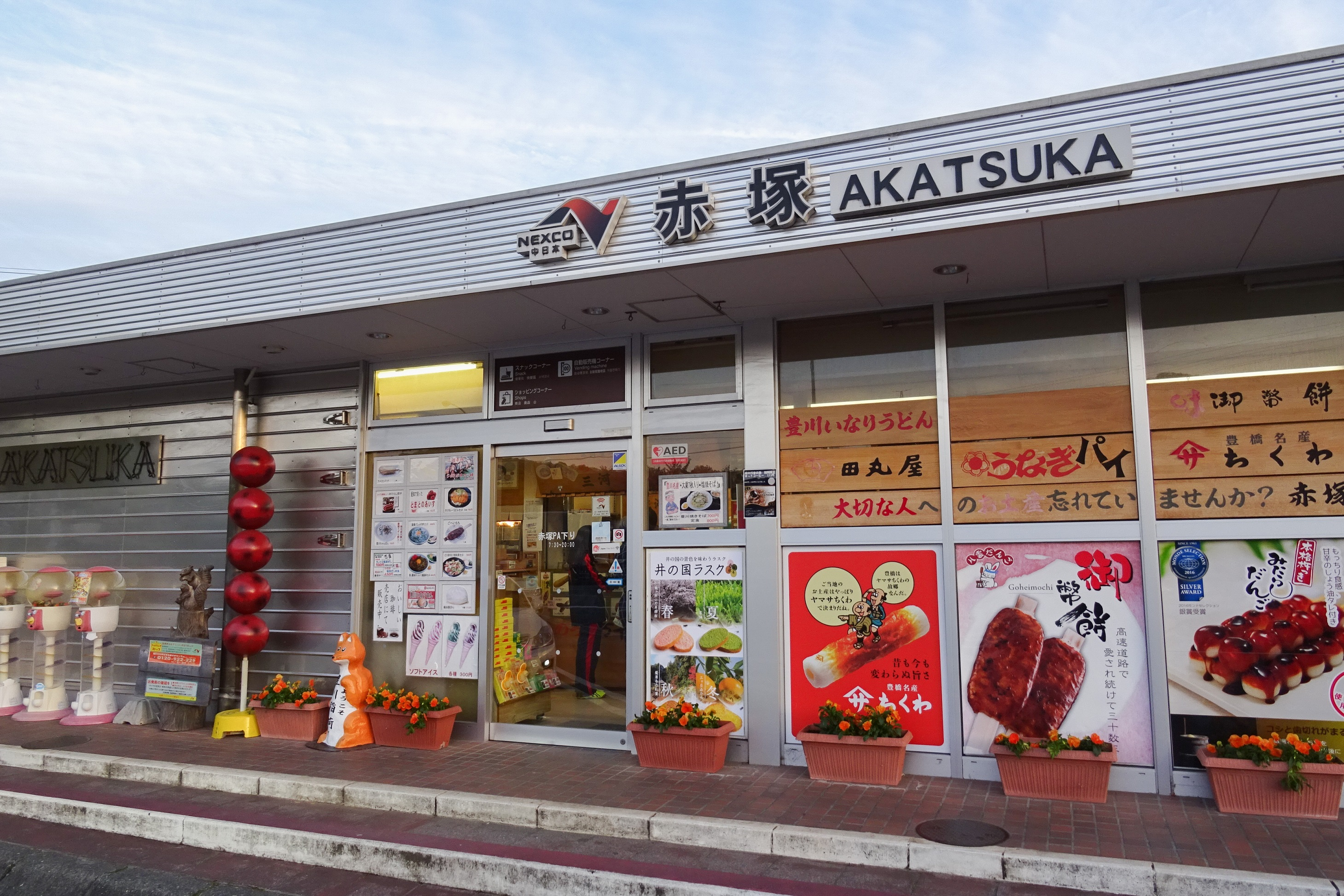
かつての下り線商業施設

かつては商業施設が存在したが、トイレ建て替え工事に伴い、2017年8月31日をもって閉店となった。
- 駐車場
  - 大型 22台
  - 小型 23台
- トイレ
  - 男性 大2（和式1・洋式1）・小5
  - 女性 5（和式1・洋式4）
  - 子供用トイレ 大1（洋式1）
  - 車椅子用 1
- 自動販売機

## 隣
E1 東名高速道路
(18) 豊川IC - 赤塚PA - (18-1) 音羽蒲郡IC